# Tilurus trichiurus
Espèce
Tilurus trichiurus est une espèce de poissons appartenant à la famille des Notacanthidés.